# Susanne Stephan (Schriftstellerin)
Susanne Stephan (* 11. Januar 1963 in Aachen) ist eine deutsche Schriftstellerin.

## Leben und Wirken
Susanne Stephan wuchs in Haßmersheim in Süddeutschland auf. Sie studierte Germanistik, Geschichte und Romanistik u. a. in Tübingen und Paris (Licence in Geschichte an der Universität Paris IV). Nebenbei arbeitete sie für Verlage und im Literaturarchiv Marbach. Nach mehrjähriger Lektoratstätigkeit im Belser-Verlag ist sie als freie Autorin sowohl auf dem Gebiet der Lyrik als auch der Prosa tätig. Sie schrieb Essays u. a. zu Ilse Aichinger, Eduard von Keyserling, Joseph Roth, August Stramm und John Cage.
Ihre Gedichte erschienen in der Frankfurter Allgemeinen Zeitung, in der Literaturzeitschrift Akzente und im Jahrbuch der Lyrik. Zuletzt veröffentlichte sie Essays über René Descartes anlässlich des 400. Jahrestags seiner Traumnacht vom 10. auf den 11. November 1619, über Novalis und die Karbonisierung der Welt sowie die deutsche Erstübersetzung von Texten von Francis Ponge. Sie ist Mitglied im PEN Berlin und leitet darüber hinaus die Stolperstein-Initiative Stuttgart-West.
Stephan lebt mit ihrer Familie in Stuttgart. Sie ist die Nichte der Kinderbuchillustratorin und -autorin Margret Rettich.

## Werke

### Lyrik
- Schriftlings. Fragmente. Jahresgabe der Literarischen Gesellschaft. Literarische Gesellschaft Karlsruhe, Karlsruhe 1997, ISBN 3-930314-28-2.
- Tankstellengedichte. Klöpfer & Meyer, Tübingen 2003, ISBN 3-421-05769-9.
- Gegenzauber. Gedichte. Klöpfer & Meyer, Tübingen 2007, ISBN 978-3-940086-17-4.
- Drei Zeilen. Neuer Kunstverlag, Stuttgart 2013, ISBN 978-3-938023-79-2.
- Haydns Papagei. Gedichte. Klöpfer & Meyer, Tübingen 2015, ISBN 978-3-86351-409-9.
  - Manovra d'autunno. Ins Italienische übersetzt von Paola Del Zoppo. Elliot Verlag, Rom 2016, ISBN 978-88-6993-134-5.

### Prosa
- Nelken. Ein Portrait. Reihe: Naturkunden. hrsg. von Judith Schalansky. Matthes & Seitz, Berlin 2018, ISBN 978-3-95757-551-7.
- Der Held und seine Heizung. Brennstoffe der Literatur. Matthes & Seitz Berlin, Berlin 2023, ISBN 978-3-7518-0359-5.
- Augusta Bender aus Oberschefflenz. Reihe: Spuren. Deutsches Literaturarchiv Marbach, 2024, ISBN 978-3-944469-77-5.

## Auszeichnungen
- 2005/2006: Jahresstipendium des Ministeriums für Wissenschaft, Forschung und Kunst in Baden-Württemberg
- 2007: Thaddäus-Troll-Preis
- 2008: Kleiner Hertha Koenig-Preis
- 2009: Stipendium Deutsches Studienzentrum in Venedig
- 2010: Aufenthalt in der Fondation Ledig-Rowohlt in Lavigny-Lausanne
- 2011: Aufenthalt in der Fondazione Bogliasco bei Genua
- 2013: Aufenthalt in der Künstlerresidenz Hawthornden Castle bei Edinburgh
- 2014: Stipendium für die Casa Baldi-Deutsche Akademie Rom in Olevano Romano
- 2015: Spreewald-Literatur-Stipendium; Gastkünstlerin am CERN in Genf
- 2018: Heinrich-Heine-Stipendium in Lüneburg
- 2020: Künstlerhaus Lukas in Ahrenshoop
- 2023: Stadtschreiberin in Helsinki, Residenzkooperation des Goethe-Instituts Finnland mit Nuoren Voiman Liitto[8]
- 2024: Stipendium der Kulturstiftung des Freistaates Sachsen
- 2025: Aufenthaltsstipendium in der Villa Martinson in Jonsered, Schweden